# Atentado contra ferry en Playa del Carmen de 2018
El 21 de febrero de 2018, en un muelle de Playa del Carmen, se produjo una explosión en la salida de un ferry durante el descenso de los tripulantes, de los cuales, la mayoría eran turistas. El hecho provocó que 24 personas resultaran heridas entre ellas 4 de origen estadounidense. Las primeras hipótesis señalaron un fallo en el motor pero luego fue descartada abriendo paso a la investigación por atentado con bomba. Según señalaron las autoridades mexicanas, no se ha encontrado evidencias sobre terrorismo internacional en el caso.

## Antecedentes
El estado de Quintana Roo (estado donde se localiza Playa del Carmen) ha sido escenario de enfrentamientos entre integrantes de bandas criminales por el dominio de las zonas de distribución de las drogas ilícitas. Cabe señalar que en el año 2017, Playa del Carmen y Cancún fueron escenarios de ataques y enfrentamientos que dejaron varios muertos. 

## Incidentes

### Explosión en el ferry Caribe I
El 21 de febrero de 2018, alrededor de las 13:13 (hora local) se produjo una explosión en la entrada principal del ferry Caribe I durante la bajada de los tripulantes de la embarcación. El ferry había terminado de cubrir la ruta Cozumel-Playa del Carmen. El hecho provocó que 26 personas resultaran heridas entre ellas 4 estadounidenses. El hecho movilizó rápidamente a la policía y servicios de emergencia al lugar del hecho. Además, todo el muelle fue cerrado por lo que se detuvo la operación marítima hacia ese lugar.

### Falsa alarma por maleta sospechosa
El 23 de febrero, dos días después del incidente en la embarcación Caribe I la policía fue alertada por la presencia de una maleta sospechosa en un muelle en Playa del Carmen. La Secretaría de Marina y el escuadrón antibombas de la ciudad inspeccionaron el objeto sin que, según fuentes de seguridad, se encontraran objetos que pusieron en riesgo a los civiles por lo que se tomó el hecho como una falsa alarma.

### Hallazgo de explosivos en el Caribe II
El 1 de marzo de 2018, en Cozumel, tripulantes de la embarcación Caribe II encontraron dos artefactos explosivos anclados al casco de la embarcación por lo que el personal alertó a la Secretaría de Marina quienes desactivaron ambos artefactos de manera exitosa. Nadie resultó herido o afectado durante el hallazgo de los explosivos pero se evacuó a todos los tripulantes de la embarcación.

## Heridos
Después de la explosión en el ferry Caribe I, 26 personas resultaron heridas, entre ellas varios estadounidenses.
| Nacionalidad   | Heridos |
| -------------- | ------- |
| México         | 19      |
| Estados Unidos | 4       |
| Canadá         | 3       |

## Consecuencias
La afluencia de pasajeros en la ruta Cozumel-Playa del Carmen disminuyó un 40% aproximadamente, de acuerdo con estimaciones de trabajadores de las empresas Ultramar y México Waterjets, las dos navieras que siguen prestando el servicio tras la suspensión de la empresa Barcos México.
Mientras tanto, en la zona turística de Playa del Carmen, días después de la explosión en el barco ‘'Caribe I’' de la naviera Barcos Caribe, estuvo una aparente calma.
Además, elementos de la Policía Federal (PF), así como de personal de la Dirección General de Seguridad Pública y Tránsito (DGSPyT), eran notorios en las áreas aledañas al muelle y, en la zona de abordaje, oficiales armados de la PF resguardan la seguridad de los viajeros. De igual forma, efectivos de la Marina Armada de México llevaban a cabo recorridos por el lugar.

## Investigaciones
Luego de los incidentes, se abrieron varias carpetas de investigación por parte de la PGR. Además, el FBI se sumó a las investigaciones debido a que varios estadounidenses resultaron afectados tras la explosión del 21 de febrero.

### Hipótesis preliminares
Al principio de la explosión del 21 de febrero, se indagaba una posible falla mecánica debido a la ubicación de la explosión, la cual, fue muy cercana a dicha parte de la embarcación.

### Hipótesis posteriores

#### Atentado con bomba
Luego de los análisis forenses en la zona de las piezas siniestradas del ferry, se dio a conocer que el incidente fue causado por un artefacto explosivo. Lo anterior fue confirmado primeramente por la embajada de Estados Unidos en México y luego, las autoridades mexicanas lo confirmaron.

#### Adjudicación por parte de criminales
El 27 de febrero, apareció una manta en Cozumel presuntamente hecha por una banda criminal que se hace llamar "El Pumba y el Tata" en donde se amenazaba a la alcaldesa de esa ciudad, Perla Tun Pech y donde detallan, entre otras cosas, que “El atentado de los barcos fuimos nosotros y aremos lo mismo en tu casa”
La manta fue retirada por elementos de seguridad pública municipal la madrugada del 28 de febrero, quienes la entregaron a las autoridades federales y se tiene total hermetismo al respecto.
Sobre los responsables de la manta, se dijo que el reporte al número de emergencias indicaba que tres personas del sexo masculinos estaban colocando una manta, ellos aparentemente se encontraban armados en la malla de la iglesia “San José del Mar” en la colonia “San Miguel 2” de Cozumel, ubicada en la calle 31 Sur con 50 Avenida, donde se encontró dicha manta.
A pesar de la reclamación de la responsabilidad por los sujetos, la policía federal no encontró evidencias de que los mencionados en la manta sean los responsables de la explosión en el ferry por lo que se descartó la teoría de que ellos fuesen los responsables.

#### Relación con la familia Borge
Una investigación hecha por la Procuraduría General de la República (PGR) señalaba que el objetivo de la explosión era el padre de Roberto Borge, Roberto Borge Martín, y que la bomba estaría escondida detrás de un barandal, entre la planta baja y el primer piso. Sin embargo, no se dio más información al respecto.
La empresa marítima Barcos Caribe, es la propietaria del ferry siniestrado el 21 de febrero, que además, esta ligada a la familia Borge; como consecuencia de esto, las autoridades iniciaron una amplia investigación contra esta empresa así como a familiares de Roberto Borge. Además, se pidió una indemnización a la empresa para el pago hospitalario de los heridos y los daños provocados en el muelle. Por otro lado, la PGR y la SCT ordenaron la suspensión del uso de las embarcaciones propiedad de Barcos Caribe.

#### Autoatentado
De acuerdo a Miguel Ángel Pech, fiscal general de Quintana Roo, una de las líneas de investigación para la explosión del ferry en Playa del Carmen es un autoatentado por parte de la empresa Barcos Caribe.
Así lo manifestó en un programa de televisión matutino, descartando que se trate de un acto terrorista: “sería muy aventurado y además poco ético de nuestra parte (asegurarlo) si no tenemos los elementos de prueba", expresó Pech. Es una hipótesis que la PGR está indagando pero mencionó que se esperan más análisis forenses; los cuales, fueron enviados a la Ciudad de México.

## Reacciones
El gobierno de México y del estado de Quintana Roo prometieron una clara investigación al respecto de los sucesos. También aclararon que los hechos no representan ningún riesgo para los turistas.
Por otro lado, Estados Unidos puso a disposición al FBI para ayudar en las investigaciones. Asimismo, emitió una alerta de viaje para la restricción de que sus connacionales no viajen en cruceros por las vías marítimas afectadas. Además, días después, la embajada de Estados Unidos en México advirtió de una amenaza de seguridad grave en Playa del Carmen por lo que prohibió a sus empleados de gobierno viajar a dicho lugar y ordenó el cierre del consulado de Estados Unidos en Playa del Carmen. De igual manera, Canadá 
y el Reino Unido recomendaron a sus ciudadanos evitar abordar embarcaciones en Playa del Carmen.